# Алистаров, Валерий Михайлович
Валерий Михайлович Алистаров (28 ноября 1957, Калуга) — советский, российский и украинский футболист. Большую часть карьеры провёл в «Металлурге» (Запорожье), «Буковине» (Черновцы) и футбольных клубах города Калуга. Провёл более 600 официальных матчей в составе различных команд, играл под руководством таких известных тренеров, как: Александр Томах и Ефим Школьников. Мастер спорта СССР. Автор дебютного гола «Буковины» в Высшей лиге Украины.

## Биография
Воспитанник калужского «Локомотива», где и начинал играть в футбол во второй союзной лиге. В 1982 году был приглашён в запорожский «Металлург», в составе которого провёл более 250 матчей в первой лиге чемпионата СССР. 
В 1989 году перешёл в черновицкую «Буковину», в составе которой в сезоне 1990 стал победителем Второй лиги СССР. Защищал цвета буковинской команды до 1992 года и провёл свыше 150 матчей. 
Также выступал и в высшей лиге чемпионата Украины за «Кремень» (Кременчуг) и ту же «Буковину», где был капитаном команды. Позже играл за команды «Турбостроитель» (Калуга) и «Торгмаш» (Люберцы).
Карьеру игрока продолжал до 2008 года, выступая на любительском уровне за думиничскую «Зарю», где был играющим тренером. Позже — игрок команды ветеранов «Заря-КАДВИ» и тренер первой команды, выступающей на первенствах Калуги и области.

## Достижения

### Командные
«Локомотив» (Калуга)
- Победитель чемпионата РСФСР (1): 1977

«Буковина» (Черновцы)
- Победитель Второй лиги СССР (1): 1990
- Серебряный призёр чемпионата УССР (1): 1989

«Турбостроитель» (Калуга)
- Победитель Третьей лиги России (1): 1995